# كارليل هنري هيس مكارتني
كارليل هنري هيس مَكَارْتْناي (بالإنجليزية: Carlile Henry Hayes Macartney)‏ Carlile Henry Hayes Macartney (ت. 1343 هـ / 1924 م) هو مصور و مستشرق إنكليزي.
من آثاره نشر «ديوان ذي الرمة» معلقاً عليه بحواش لأبي الفتح الحسين بن علي ابن منصور العائدي.